# Instituto de Gerenciamento e Administração Pública de Gana
O Instituto de Gerenciamento e Administração Pública de Gana é uma universidade pública espalhada por quatro Campi (Accra, Tema, Kumasi e Takoradi) e composta por quatro escolas, quatro centros de pesquisa localizados em Greenhill, em Accra, Gana. A localização do IGAPG, Greenhill, foi escolhida pelo ex-reitor, Nicholas T. Clerk (1930 - 2012) O nome "Greenhill" é uma referência à vegetação exuberante e à topografia montanhosa do campus principal, bem como sua localização em Legon, que historicamente ficava na periferia da capital do Gana, Accra. Foi definido como uma universidade pública por uma Lei do Parlamento em 2004. O instituto foi criado em 1961 pelo Governo de Gana com assistência do Projeto do Fundo Especial das Nações Unidas e foi chamado Instituto de Administração Pública. O IGAPG oferece programas de mestrado e mestrado executivo em administração de empresas, administração pública, gerenciamento de desenvolvimento, governança, liderança e tecnologia.

## Historia
O IGAPG foi estabelecido em 1961 como um projeto conjunto do Governo Gana e do Fundo Especial das Nações Unidas. O IGAPG foi fundado como um centro de treinamento. Foi originalmente chamado Instituto de Administração Pública, criado para treinar funcionários públicos com competência administrativa e profissional para planejar e administrar serviços nacionais, regionais e locais. Em 1999/2000, o IGAPG estava entre um grupo de 200 organizações do setor público no Gana, vinculadas ao Programa de Reforma do Setor Público, financiado pelo Banco Mundial, a serem retiradas da Subvenção do Governo. O IGAPG foi posteriormente selecionado no âmbito do Programa Nacional de Reforma Institucional para ser transformado, principalmente para autofinanciamento. Posteriormente, o IGAPG foi retirado da Subvenção do Governo em 2001.
O IGAPG foi transformado sob a liderança do Prof. Stephen Adei de uma pequena instituição de serviço público para uma instituição terciária abrangente que oferece programas em liderança, gestão, administração pública e empresarial e tecnologia para os setores público e privado, ONGs, sociedades civis e muito Mais. O instituto tinha o mandato de treinar funcionários públicos com competência administrativa e profissional para planejar e administrar serviços em nível nacional, regional e local.

## Estrutura

### Faculdades
Os programas acadêmicos do IGAPG também são credenciados pelo Conselho Nacional de Acreditação. O Instituto é composto por cinco faculdades:
- Escola de Negócios GIMPA
- Escola de Serviço Público e Governança
- Escola de Atos Liberais e Ciências Sociais
- Faculdade de Direito, GIMPA
- Escola de Tecnologia

### Escola de Negócios IGAPG[6]

#### Programas de pré-graduação
- Bacharelado em Contabilidade, Economia e Matemática
- Bacharelado em Economia
- Bacharelado em Empreendedorismo
- Bacharelado em Finanças
- Bacharelado em Marketing
- Bacharelado em Gestão de Recursos Humanos
- Bacharelado em Operação e Gerenciamento da Cadeia de Suprimentos
- Bacharelado em Hotelaria e Gestão de Turismo
- Bacharelado em Gestão de Compras
- Bacharelado em Gerenciamento de Projetos

#### Programas de pós-graduação
- Certificado de Pós-Graduação em Administração de Empresas
- Diploma Em Estudos De Gestão

#### Programas de graduação
- Mestrado Executivo em Administração de Empresas
- Executivo Internacional De Master Of Business
- Mestre Em Administração De Empresas
- Mestrado Em Pesquisa Em Administração De Empresas

### Escolas de Serviço Público e Governança do IGAPG[6]
- Mestrado Em Administração Pública
- Mestrado Em Gerenciamento De Desenvolvimento
- Mestrado Executivo De Governança E Liderança
- Mestrado Executivo Em Administração Pública
- Mestrado Em Governança E Liderança
- Certificado De Pós-graduação Em Administração Pública
- Diploma De Pós-graduação Em Administração Pública
- Certificado de Pós-Graduação em Segurança do Trabalho, Saúde e Gestão Ambiental
- Diploma de Pós-Graduação em Segurança do Trabalho, Saúde e Gestão Ambiental

### Faculdade de Direito
A faculdade de direito do IGAPG foi criada em 2010 e rapidamente cresceu de seu pequeno tamanho, de cerca de setenta alunos e cinco professores em período integral, para mais de quatrocentos alunos e 26 professores em período integral, além de quatorze adjuntos.
- Programa LL.B Day
- Programa Regular LL.B
- Programa Modular LL.B

#### Biblioteca e centros de direito
- Biblioteca de Direito
- Centro de Direito e Governança de Atta Mills
- Centro de Negociações Internacionais e Mediação

### Escola de Tecnologia[6]
- Certificado em TIC
- Certificado em TIC para Gerenciamento de Projetos
- Certificado em Gerenciamento de Telecomunicações
- Certificado em Gerenciamento de TI
- Certificado em Análise de Requisitos de Sistemas de Informação
- Certificado Avançado em Tecnologias Web com .Net Framework
- Certificado Avançado em Programação Web com .Net Framework
- Certificado Avançado em Programação de Banco de Dados com .Net Framework
- Certificado em Administração de Banco de Dados do Microsoft Server
- Certificado em Especialização em SQL no Microsoft SQL Server 2012
- Licenciatura em Tecnologia da Informação e Comunicação
- Bacharel em Ciência da Computação
- Licenciatura em Sistemas de Informação de Gestão
- Mestre em Filosofia em Sistemas de Informação
- Mestrado em Sistemas de Informação Gerencial
- Mestrado em Tecnologia da Comunicação da Informação
- Diploma de Pós-Graduação em Sistemas de Informação Gerencial
- Diploma de Pós-Graduação em Gerenciamento de Projetos de Tecnologia da Informação
- Diploma de Pós-Graduação em Tecnologia da Informação e Tecnologia da Comunicação

## Alunos Notáveis
- Aliu Mahama
- Imoro Yakubu Kakpagu
- Lordina Mahama
- Samira Bawumia
- Roland Agambire
- Daniel Markoley
- Charles Agyin-Asare
- Gifty Afenyi-Dadzie